# Bury (Grand Manchester)
Pour les articles homonymes, voir Bury.
Bury [ˈbəˈri] [ˈbuˈri] est une ville britannique située traditionnellement dans le Lancashire (Angleterre), mais qui fait partie depuis 1974 du nouveau comté urbain du Grand Manchester. Sa population est estimée en 2011 à 60 718 habitants (Borough : 185 400 habitants).

## Sport
La ville héberge le Bury Football Club qui évolue en Football League One (troisième division anglaise).

## Culture

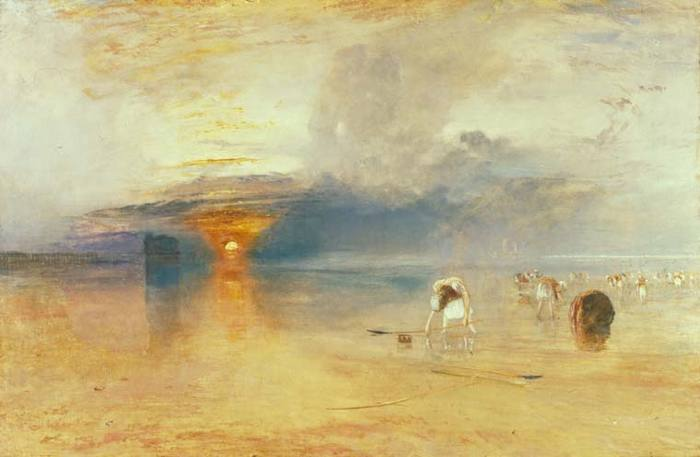
Plage de Calais à marée basse
William Turner, 1830

La collection du Bury Art Museum a été créée en 1897 grâce au don de la Wrigley Collection, qui comprenait plus de 200 peintures à l'huile, aquarelles, gravures et céramiques collectées par le fabricant de papier local Thomas Wrigley. On peut y voir un très beau tableau de William Turner Plage de Calais à marée basse, « poissards » ramassant des appâts, datant de 1830.

## Personnalités
- Bury est la ville natale de trois coureurs cyclistes célèbres : Reginald Harris (1920-1992), spécialiste de la vitesse sur piste, et les jumeaux Adam et Simon Yates. Simon est champion du monde de la course aux points en 2013 et maillot blanc du Tour de France 2017. Adam gagne la Clasica San Sebastian et le maillot blanc du Tour de France 2016.
- Le footballeur international Kieran Trippier est également natif de Bury, de même que le nageur James Guy.
- Thomas Harte Franks (1808-1862), officier, y est né.
- Frederick John Hornby (1819-1848), marin, né à Bury.
- Edmund Curtis (1881-1943), historien, y est né.
- Andy Goram (1964-2022), footballeur britannique, né à Bury.

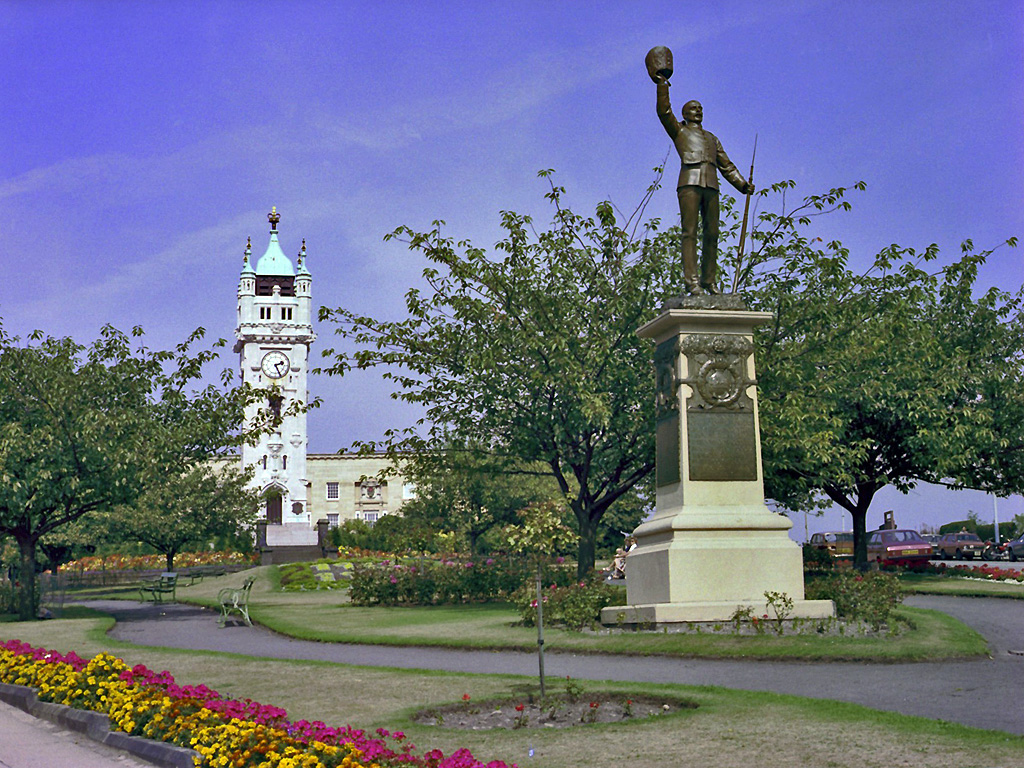
Tower Gardens et Whitehead Clock Tower à Bury.

## Jumelage
- Angoulême (France)
- Schorndorf (Allemagne)
- Tulle (France)
- Woodbury (États-Unis)